# Gyeryong
Gyeryong (hangul 계룡시, hanja 鷄龍市) är en stad i provinsen Södra Chungcheong i Sydkorea, och är belägen strax väster om Daejeon. Invånarantalet var 43 031 i slutet av 2020, varav 8 670 invånare bodde i centralorten Geumam-dong.  Gyeryong bildades 2003 från att tidigare ingått i staden Nonsan.
Administrativt är Gyeryong indelat i en stadsdel, Geumam-dong, och tre socknar, Duma-myeon, Eomsa-myeon och Sindoan-myeon.